# Assembleia Legislativa do Estado do Rio de Janeiro
Assembleia Legislativa do Estado do Rio de Janeiro (Alerj) é o órgão de poder legislativo do estado de Rio de Janeiro,  exercido através dos deputados estaduais.
O poder legislativo do fluminense é unicameral, assim como os das demais unidades federativas brasileiras, constituído pela Alerj, sediada no Edifício Lúcio Costa, onde anteriormente funcionou a sede do Banco do Estado do Rio de Janeiro (BANERJ), no Centro do Rio de Janeiro. Ela é constituída por 70 deputados estaduais, que são eleitos a cada 4 anos, sem limite de recondução ao cargo. O atual presidente é o deputado estadual Rodrigo Bacellar, do União Brasil.
Anteriormente, a sede era localizada no Palácio Tiradentes.

## História

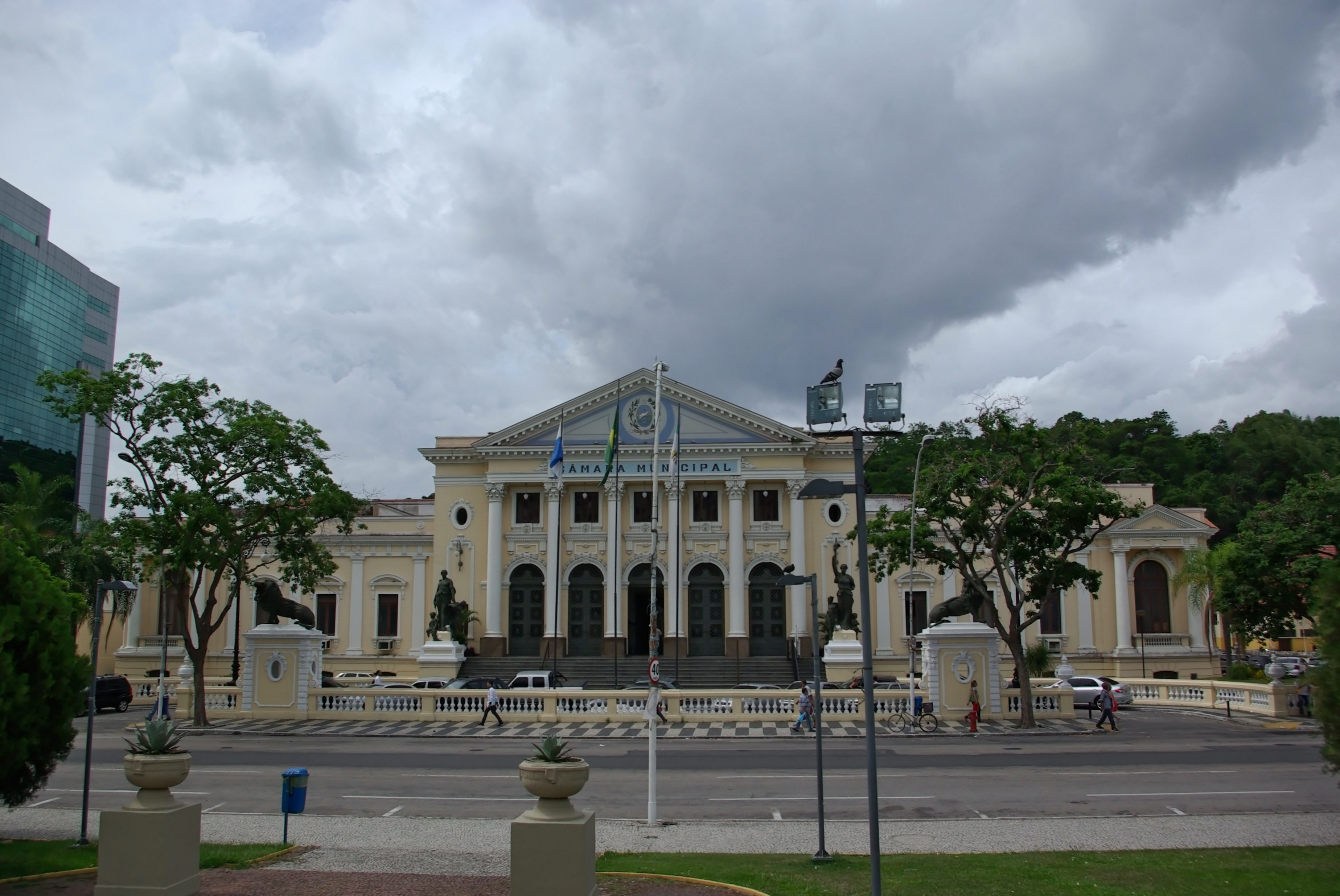
Antiga Assembleia Legislativa do Rio de Janeiro, atual Câmara Municipal de Niterói.

A Assembleia Legislativa fluminense tem suas raízes naquela estabelecida após a separação da província do Rio de Janeiro do município neutro, quando da edição do Ato Adicional de 1834, durante o período das regências no Império do Brasil. Formada majoritariamente por deputados apoiados pela elite agrária fluminense, muitos dos seus membros foram políticos influentes ao longo da monarquia brasileira, sendo comum alcançarem titulação nobiliárquica e exercerem cargos no gabinete de governo imperial. A primeira legislatura desse período começa em 1835, com o estabelecimento da nova capital provincial na Vila Real da Praia Grande, a qual foi renomeada naquele mesmo ano Nictheroy. Quando do fim do império, boa parte de seus membros passaram a apoiar a causa republicana, jocosamente chamados de "republicanos de 14 de maio", pois a mudança de orientação política se baseava no descontentamento dos cafeicultores fluminenses, que se sentiram traídos pelo governo imperial quando da emancipação dos escravos, ocorrida em 13 de maio de 1888. Conforme Marieta de Moraes Ferreira "Os reflexos da Abolição se fizeram sentir também nas eleições provinciais realizadas logo em seguida. Os republicanos fizeram cinco deputados dos quais apenas um, Francisco Portela, tinha tradições republicanas. Os demais só proclamaram seu afastamento dos partidos monárquicos após o 13 de maio, no grande movimento de adesismo dos monarquistas".
Com o estabelecimento do novo regime, em 20 de março de 1891 ocorrem as primeiras eleições republicanas no estado do Rio de Janeiro — as quais estavam previstas para ocorrerem desde 1º de janeiro daquele ano —, no qual foram disputados cargos de deputados e senadores constituintes, em atenção à previsão de um congresso bicameral previsto na constituição promulgada em 19 de outubro de 1890 pelo presidente fluminense Francisco Portela, o qual fora indicado para o cargo pelo presidente da República marechal Deodoro da Fonseca.
O Poder Legislativo fluminense seria, por brve tempo, bicameral, conforme previsto no artigo 7º daquela constituição estadual, sendo exercido pela “assembléa geral”, a qual se compunha das câmaras dos deputados e dos senadores. Em 10 de maio de 1891, foi instalado o primeiro congresso constituinte estadual, o qual deveria analisar aquela constituição provisória e realizarem a eleição do presidente e do vice-presidente do estado, tendo Portela sido mantido no cargo, e Artur Getúlio das Neves eleito seu vice. Em agosto daquele ano deu-se o início dos trabalhos, e os constituintes decidiram pela separação dos membros do congresso e a instalação do senado estadual e da câmara. Com a instabilidade política que se instala no governo de Deodoro da Fonseca, este renuncia, o marechal Floriano Peixoto assume a presidência da República e indica o contra-almirante Carlos Balthazar da Silveira para a presidência fluminense. Este dissolve o Congresso estadual em 14 de dezembro, e convoca eleições para uma nova constituinte em 31 de janeiro de 1892, resultando em nova carta magna promulgada em 9 de abril daquele ano. Esta nova constituição retoma a existência de um legislativo unicameral com a instalação da Assembleia Legislativa do Estado do Rio de Janeiro.
Ao longo da história republicana, as disputas políticas que vão tomar lugar no estado do Rio de Janeiro tumultuam o desenvolvimento da "velha província" e a recuperação da crise econômica que se instalara desde a abolição. Foi comum, em períodos de maior desarranjo, a dualidade de assembleias, cada uma apoiando um político diferente para o exercício do governo estadual, com eleições frequentemente marcadas por acusações de favorecimentos e fraudes.
A ALERJ atual é resultado da fusão, ocorrida em 15 de março de 1975, da Assembleia Legislativa do Estado da Guanabara com a Assembleia Legislativa do Estado do Rio de Janeiro (antigo), após a promulgação da Lei complementar número 20. Sua sede, em sua fundação, passou a ser o Palácio Tiradentes, situado na Rua da Assembleia, no Centro da cidade do Rio de Janeiro, onde anteriormente funcionava a ALEG e, até 1960, a Câmara dos Deputados do Brasil. Ainda na década de 1970, criou-se o anexo ao Palácio Tiradentes - o "Palácio 23 de Julho" - onde se situavam-se os gabinetes dos parlamentares.
Em 1993, Sérgio Cabral Filho chegou à presidência da Casa. A Alerj sob sua presidência adotou o voto aberto em processos de cassação de mandato, cassando sob este método o deputado Marcos Abrahão, à época acusado de ser o assassino de Valdeci Paiva de Jesus. No entanto, o deputado se manteve no cargo por força de uma liminar do STJ. Posteriormente, o Supremo Tribunal Federal considerou o voto aberto inconstitucional, e Abrahão se manteve no cargo em definitivo. Após a eleição de Cabral para o Senado em 2002, Jorge Picciani tornou-se seu presidente.
Em 2008 houve um novo escândalo de corrupção onde diversos deputados foram acusados de fraude em pagamentos de benefício. No mês de abril, Édino Fonseca (PR), João Peixoto (PSDC) e Tucalo Dias (PSC), foram absolvidos pelo plenário da casa, mas as deputadas Jane Cozzolino (PTC) e Renata do Posto (PTB) acabaram tendo seus mandatos cassados. Cerca de um mês após, o deputado Álvaro Lins foi preso em flagrante em seu apartamento, pela Polícia Federal, acusado de corrupção. Embora a prisão de parlamentares só fosse permitida em flagrante delito, a polícia usou, para a prisão, a tese de que o uso, pelo parlamentar, do apartamento fruto do crime seria crime continuado. A Alerj aprovou uma resolução revogando sua prisão, mas dias depois cassou seu mandato.
Em 2010, Picciani tentou se eleger senador, mas não conseguiu, ficando sem mandato por 4 anos. Nesse ínterim, a presidência da Casa foi disputada por Paulo Melo e Domingos Brazão, do PMDB, sendo que o primeiro acabou eleito por duas gestões, durante a legislatura 2011-2015.
A Alerj planejou mudar sua sede para o bairro Cidade Nova, na região central do Rio de Janeiro. O projeto previa a construção de duas torres de 20 andares para abrigar os trabalhos da Casa. Com isso, o Palácio Tiradentes seria convertido em museu e o Palácio 23 de Julho seria demolido. Posteriormente, o Edifício Lúcio Costa, que foi sede do Banco do Estado do Rio de Janeiro (BANERJ), passou a ser reformado a fim de abrigar os gabinetes dos deputados estaduais e as áreas administrativas da assembleia.
Diante de polêmicas votações sobre o pacote de austeridade proposto pelo Governo do Estado em fins de 2016, no dia 8 de novembro a casa foi invadida por por manifestantes, em sua maioria servidores públicos. Para tentar conter novas invasões, a direção da Alerj mandou colocar grades de proteção colocadas ao redor do prédio, que chegaram a ser posteriormente derrubadas pelos manifestantes. As grades só seriam removidas em definitivo em julho do ano seguinte.
Em novembro de 2017 ocorreu o maior escândalo de corrupção de sua história. Seu presidente, Jorge Picciani, juntamente os também deputados com Edson Albertassi e Paulo Melo, suspeitos de favorecer interesses de empresários no Estado, entre os quais representantes do setor de transporte público e empreiteiras, em troca de propina, tiveram sua prisão decretada pelo Tribunal Regional Federal, e se entregaram à polícia. No dia seguinte, 39 deputados entre 70 deputados votaram pela revogação da prisão dos três, denunciados na na Operação Cadeia Velha, um dos Desdobramentos da Operação Lava Jato. Ao sair da cadeia, Picciani se licenciou da presidência da casa, para se dedicar à sua defesa. No dia 21, o TRF-2 novamente mandou prender os três deputados, em uma sessão em que os desembargadores presentes criticaram duramente a decisão dos 39 deputados, e chegaram até a cogitar a possibilidade de intervenção federal na casa legislativa. No mesmo dia, os deputados novamente se entragaram. Desta forma, após a primeira prisão do deputado Jorge Picciani, em novembro de 2017, Wagner Montes tornou-se presidente em exercício da Alerj.
Em 2021, a Alerj mudou sua sede, do Palácio Tiradentes para o Edifício Lúcio Costa, que foi sede do BANERJ. O novo plenário da Assembleia foi inaugurado oficialmente em 3 de agosto após seis anos de reformas para o local abrigar os gabinetes dos deputados estaduais e as áreas administrativas da Casa.

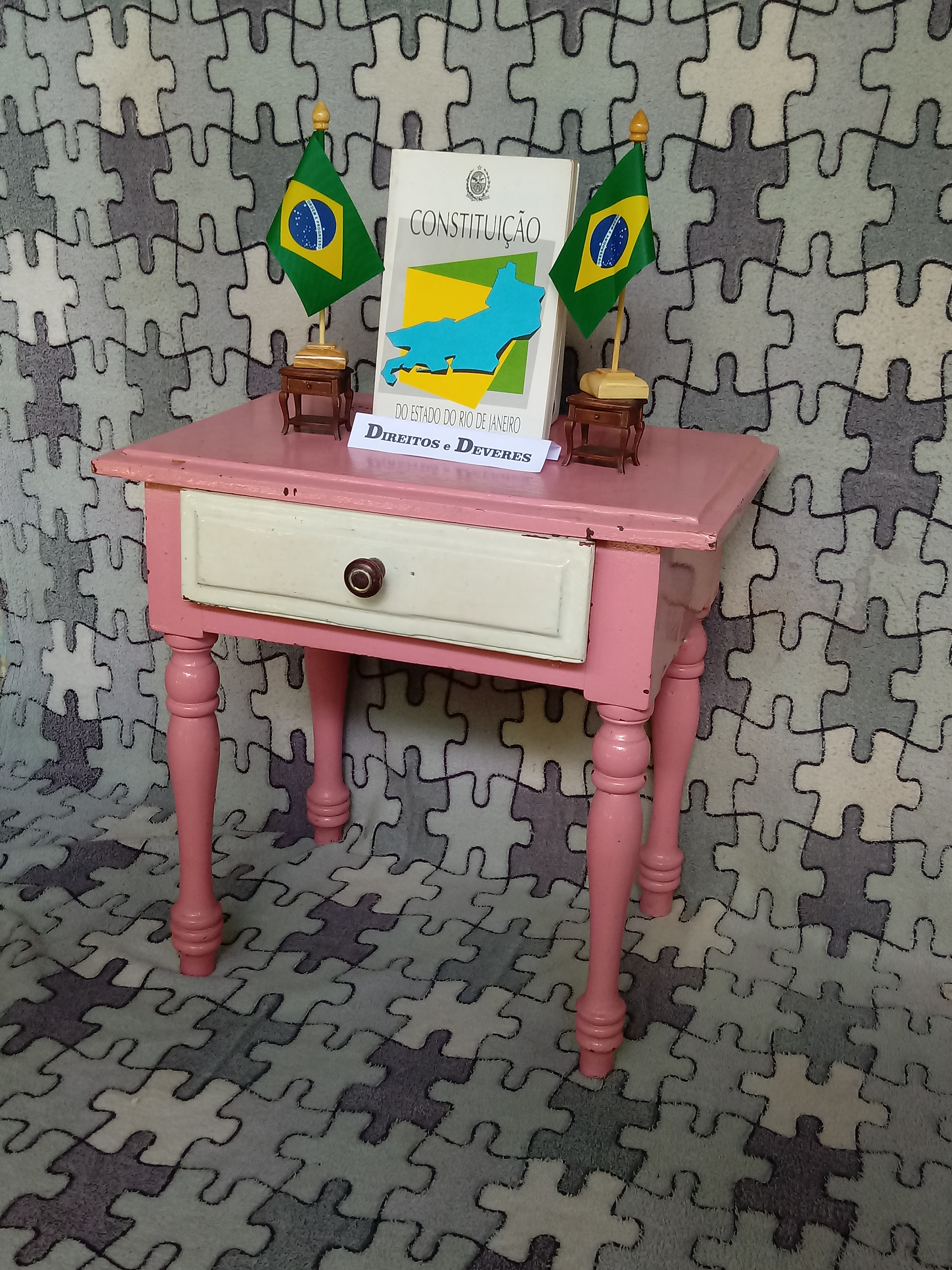
Constituição Estadual de 1989, documento que rege os direitos e deveres dos cidadãos, promulgada pela Assembleia Legislativa em 1989.

## Legislaturas
As legislaturas do parlamento fluminense contam a partir da data da fusão dos estado do Rio de Janeiro e da Guanabara, ou seja, 15 de março de 1975, quando os deputados estaduais eleitos e o governador tomaram posse e cumpriram o primeiro quadriênio.
- 1ª Legislatura: 1975–1979[30]
- 2ª Legislatura: 1979–1983[30]
- 3ª Legislatura: 1983–1987[30]
- 4ª Legislatura: 1987–1991[30]
- 5ª Legislatura: 1991–1995[30]
- 6ª Legislatura: 1995–1999[30]
- 7ª Legislatura: 1999–2003
- 8ª Legislatura: 2003–2007
- 9ª Legislatura: 2007–2011
- 10ª Legislatura: 2011–2015
- 11ª Legislatura: 2015–2019
- 12ª Legislatura: 2019–2023
- 13ª Legislatura: 2023–2027